# Prethopalpus fosuma
Prethopalpus fosuma is een spinnensoort in de taxonomische indeling van de Dwergcelspinnen (Oonopidae). De wetenschappelijke naam van de soort werd voor het eerst geldig gepubliceerd in 2002 door Burger als Opopaea fosuma.